# Lausenbach (Jagst)
Der Lausenbach ist ein etwa 3 km langer Bach im Gemeindegebiet von Mulfingen im Hohenlohekreis im nordöstlichen Baden-Württemberg, der zwischen dem Weiler Heimhausen und dem Dorf Mulfingen von rechts und Osten in die mittlere Jagst mündet.

## Geographie

### Verlauf
Der Lausenbach entsteht etwa 0,6 km südöstlich der Dorfmitte von Simprechtshausen zwischen den Gewannen Buweg und Morgenäcker. Auf etwa 447 m ü. NHN beginnt dort ein grasiger, gerade verlaufender Graben neben einem ausgebauten Feldwegabschnitt zwischen zwei Äckern, der in der Mitte einer zunächst wenig eingetiefter Geländemulde nach Westsüdwesten zieht. Nach etwa 300 Metern, auf denen er meist nur von einem Grasweg begleitet ist, wird er nach Erreichen eines anderen Feldweges diesem entlang etwa 50 Meter weit nach Nordwesten geführt und setzt dann seinen Weg in alter Richtung neben einem abzweigenden Feldweg fort, in dessen Verlauf er die K 2304 von Eberbach im Süden nach Simprechtshausen unterquert, dessen Ortsrand dort nurmehr 200 Meter nördlich entfernt liegt. In Fortsetzung seiner Laufrichtung erreicht er, nun erstmals von vereinzelten Bäumen am Ufer begleitet, etwa 1,0 km nach seinem Ursprung den Steinweg.
Jenseits dieses Feldweges beginnt auf nun noch etwa 418 m ü. NHN der sich stark eintiefende Klingenabschnitt seines Laufes, in dem er sich bald recht naturnah durch einen beiderseits bis zum oberen Hangknick reichenden Talwald zwischen Gleit- und Prallhängen schlängelt. Das bis zu drei Meter breite Bachbett ist meist überschottert, örtlich liegen große Steinbrocken darin, es gibt aber auch einige sandige und felsige Abschnitte, am Ende eines davon stürzt der Bach über eine zwei Meter hohe, übersinterte Stufe in einen der Gumpen in seinem Lauf. Der Durchfluss ist zuzeiten spärlich. Etwa an südlichsten Punkt des Lausenbachlaufes fließt von links ein recht kleiner Seitenbach aus dem Weilerstal zu.
Danach liegen an beiden bewaldeten Talhängen viele Steinhaufen und laufen einige mehr oder weniger verfallene Steinriegel den Hang herab; eine Karte aus der ersten Hälfte des 20. Jahrhunderts zeigt, dass damals beide Talhänge meistenteils noch offen waren. Klinge und Bach verlaufen nun mehr und mehr nordwestwärts. Der Bach wird noch etwas breiter und hat etwas Zufluss von zeitweiligen Sickerquellen an den Unterhängen. Schließlich tritt er zwischen dem Unterhang Mittelberg des rechten Sporns Lausenberg und dem linken Sporn Rotberg in die flachere offene Feldflur aus, seine Schlängellinie wird aber weiterhin von einem Galeriegehölz begleitet. So passiert er zwei mehr oder weniger rechtsseits liegende Aussiedlerhöfe in den Gewannen Mittelberg und dann Mittlerer Lausenbach, wo er sich wieder westwärts wendet. Etwa 300 Meter weiter fließt er auf etwa 265 m ü. NHN von rechts in eine Ostschlinge der mittleren Jagst ein, etwa hundert Meter unterhalb des kleineren Heiligengrabens und einen halben Kilometer oberhalb des größeren Märzenbachs.
Der Lausenbach mündet nach etwa 3,1 km langem Lauf mit mittleren Sohlgefälle von rund 59 ‰ etwa 182 Höhenmeter unterhalb seines Ursprungs am Gewann Buweg.

### Einzugsgebiet
Der Lausenbach hat ein etwa 2,2 km² großes Einzugsgebiet, das sich vom Wald Hegenest etwa 3,2 km westwärts bis zur Mündung erstreckt und bis zu  einem Kilometer breit ist. Der höchste Punkt auf einem Hügelrücken im Hegenest erreicht etwa 461 m ü. NHN. Es liet im Naturraum der Kocher-Jagst-Ebenen, überwiegend im Unterraum Bartenstein-Langenburger Platten der Östliche, Kocher-Jagst-Ebene, das nur kleine Mündungsdreieck etwa ab der Wald- und Klingenaustritt des Bachs im Unterraum Mittleres Jagsttal des Jagsttals. Der deutlich überwiegende Teil der Hochebene in der Mitte und im Osten wird beackert, ebenso der Anteil um den Unterlauf in Jagstnähe; dazwischen liegt die bewaldete Klinge. Fast das gesamte Gebiet gehört zur Gemeinde Mulfingen, ausgenommen allein ein gerade mal etwa über zwei Hektar großer Waldzwickel ganz im Osten im Hegenest, der Teil der Gemeinde Blaufelden ist. Nur ein halbes Dutzend Hausnummern des Mulfinger Dorfes Simprechtshausen liegt diesseits der nördlichen Wasserscheide, dazu der größte Teil der zwei mündungsnahen Aussiedlerhöfe; die Besiedlung ist also recht gering.
Der größte Teil des westlichen Einzugsgebietes mit der Klinge, der Seitenmulde Weilerstal und den Anteilen im Jagsttal liegt im Landschaftsschutzgebiet Jagsttal mit Nebentälern und angrenzenden Gebieten zwischen Kreisgrenze Schwäbisch Hall und Gemeindegrenze Krautheim/Schöntal.
Reihum grenzen die Einzugsgebiete der folgenden Nachbargewässer an:
- Der etwa unterhalb des Lausenbachs ebenfalls in die Jagst mündende Märzennach entwässert die Gebiete jenseits der nördlichen und östlichen Wasserscheide;
- im Südosten läuft das Wasser jenseits der Scheide zum Bach aus der Taubenhofklinge, einem Zufluss des Rötelbachs, der weiter oben die Jagst speist;
- im Süden fließt der Mühlebenebach zur Jagst bei Heimhausen und
- im Südwesten der Heiligengraben zur Jagst wenig aufwärts der Lausenbach-Mündung.

### Zuflüsse
- (Bach aus dem Weilerstal), von links und Süden auf etwa 382 m ü. NHN[LUBW 1] in der oberen Waldklinge, ca. 0,4 km[LUBW 4] und ca. 0,3 km².[LUBW 3] Entsteht auf etwa 425 m ü. NHN[LUBW 1] am Nordrand der Waldinsel Kesselholz zum Flurstreifen Höfle über dem Klingenwald des Lausenbachs. Unbeständiger Durchfluss.

## Geologie
Die hohen Lage im Osten und auf den Hügelrücken rechtsseits des Oberlaufs durchs südliche Simprechtshausen und linksseits noch weiter bis in den Bereich der mittleren Klinge sind von Lettenkeuper (Erfurt-Formation) bedeckt. Wenig vor dessen Grenze zum darunterliegenden Oberen Muschelkalk entspringt der Bach, der den längsten Teil seines Laufes darin verbleint. Erst in der mittleren Klinge wechselt er in den Mittleren Muschelkalk und etwa am Waldaustritt in den Unteren.
Diese triassischen Schichten sind teils von geologisch viel jüngeren überlagert. So liegt auf dem Hügelrücken im Hegenest ein Zipfel einer Schichtinsel aus Lösssediment, das im quartärer dorthin verbracht wurde. Bald nach der Quelle und  bis zum Beginn der Klinge läuft der Bach in einem Schwemmlandstreifen. Am Klingeneintritt wurde ein kleines Anfangsstück von ihr aufgefüllt. Danach bedeckt im Muschelkalk Hangschutt Hänge und den Talgrund. Links der untere Klinge liegt auf dem Rotenberg eine Zone abgerutschter Schollen. Nach dem Austritt aus seiner Klinge läuft der Bach fast bis zur Mündung in einem mit dem Rötelbach gemeinsamen, breiten Schwemmlandkegel. Erst kurz vor der Jagst wechselt er in das dort schmale rechtsseitige Auenlehmband dem Fluss entlang.

### LUBW
Amtliche Online-Gewässerkarte mit passendem Ausschnitt und den hier benutzten Layern: Lauf und Einzugsgebiet des Lausenbachs

Allgemeiner Einstieg ohne Voreinstellungen und Layer: Daten- und Kartendienst der Landesanstalt für Umwelt Baden-Württemberg (LUBW) (Hinweise)
1. 1 2 3 4 5 6  Höhe nach dem Höhenlinienbild auf dem Hintergrundlayer Topographische Karte.
2. ↑  Länge nach dem Layer Gewässernetz (AWGN), ergänzt um ein auf der Gewässerkarte nicht berücksichtigtes Anfangsstück, das auf dem Hintergrundlayer Topographische Karte abgemessen wurde.
3. 1 2  Einzugsgebiet abgemessen auf dem Hintergrundlayer Topographische Karte.
4. 1 2  Länge abgemessen auf dem Hintergrundlayer Topographische Karte.
5. ↑  Natur teilweise nach dem Layer Geschützte Biotope.
6. ↑  Schutzgebiet nach dem einschlägigen Layer.

### Andere Belege
1. ↑  Meist offene Klingenhänge nach:
  - Meßtischblatt 6624 Dörzbach von 1939 in der Deutschen Fotothek
2. ↑  Wolf-Dieter Sick: Geographische Landesaufnahme: Die naturräumlichen Einheiten auf Blatt 162 Rothenburg o. d. Tauber. Bundesanstalt für Landeskunde, Bad Godesberg 1962. → Online-Karte (PDF; 4,7 MB)
3. ↑  Geologie nach den Layern zu Geologische Karte 1:50.000 auf: Mapserver des Landesamtes für Geologie, Rohstoffe und Bergbau (LGRB) (Hinweise)